# يوشيهيدي مورويا
يوشيهيدي «يوشي» مورويا (بالإنجليزية: Yoshihide "Yoshi" Muroya)‏ (من مواليد 27 يناير 1973) وهو طيار ياباني. شارك في بطولة ريد بول الجوية العالمية. بدأ تدريبه على الطائرة الشراعية في عام 1991 لأنها كانت وسيلة غير مكلفة للطيران. ذهب مورويا إلى الولايات المتحدة بشكل خاص للحصول على رخصة طيرانه في سن العشرين.
بعد ذلك، عمل لساعات طويلة لكسب ما يكفي من المال للحصول على تدريبه في الولايات المتحدة لمدة شهرين في السنة. وفي الوقت نفسه، واصل التدريب على طائرتة الشراعية في اليابان وتعلم تقنيات الطيران لمسافات طويلة في أستراليا.
في عام 2009 شارك في بطولة العالم لسباق ريد بول الجوي كأول ياباني وأول طيار آسيوي. انضم إلى فريق خاص لروبرت م فراي كمنسق الفريق. في السباق الأخير في برشلونة، إسبانيا حصل على المركز السادس. في عام 2017 أصبح بطل العالم ريد بول الجوي.
حتى الآن، كان لديه حوالي 170 عرض جوي على مدى 12 سنة دون وقوع أي حوادث.

## نتائج السباق

### بطولة ريد بول الجوية العالمية
| 2009 [الإنجليزية] | المركز الثالث عشر | المركز الحادي عشر | المركز الرابع عشر | المركز الثاني عشر | المركز العاشر     | المركز السادس     |                  |                  | 9     | 0  | المركز الرابع عشر |
| 2010 [الإنجليزية] | المركز العاشر     | المركز التاسع     | المركز الثاني عشر | كندا              | الولايات المتحدة  | المركز الثاني عشر | المجر            | البرتغال         | 5     | 0  | المركز الثاني عشر |
|                   |                   |                   |                   |                   |                   |                   |                  |                  |       |    |                   |
| 2014              | المركز التاسع     | المركز الثالث     | المركز العاشر     | المركز الثاني عشر | المركز السادس     | المركز التاسع     | المركز التاسع    | المركز التاسع    | 10    | 0  | المركز التاسع     |
| 2015              | المركز السادس     | المركز الثامن     | المركز العاشر     | المركز التاسع     | المركز الثالث     | المركز العاشر     | المركز الثالث    | المركز الرابع    | 23    | 0  | المركز السادس     |
| 2016 [الإنجليزية] | المركز السابع     | 1المركز الرابع    | المركز الأول      | المركز الخامس     | المركز الثامن     | 1المركز الرابع    | المركز الخامس    | الولايات المتحدة | 31.50 | 1  | المركز السادس     |
| 2017 [الإنجليزية] | المركز الثالث عشر | المركز الأول      | المركز الأول      | المركز الثالث     | المركز الثالث عشر | المركز السادس     | المركز الأول     | المركز الأول     | 74    | 4  | المركز الأول      |
| 2018 [الإنجليزية] | المركز الثاني     | فرنسا             | اليابان           | المجر             |                   | روسيا             | الولايات المتحدة |                  | 12*   | 0* | المركز الثاني*    |

## صور

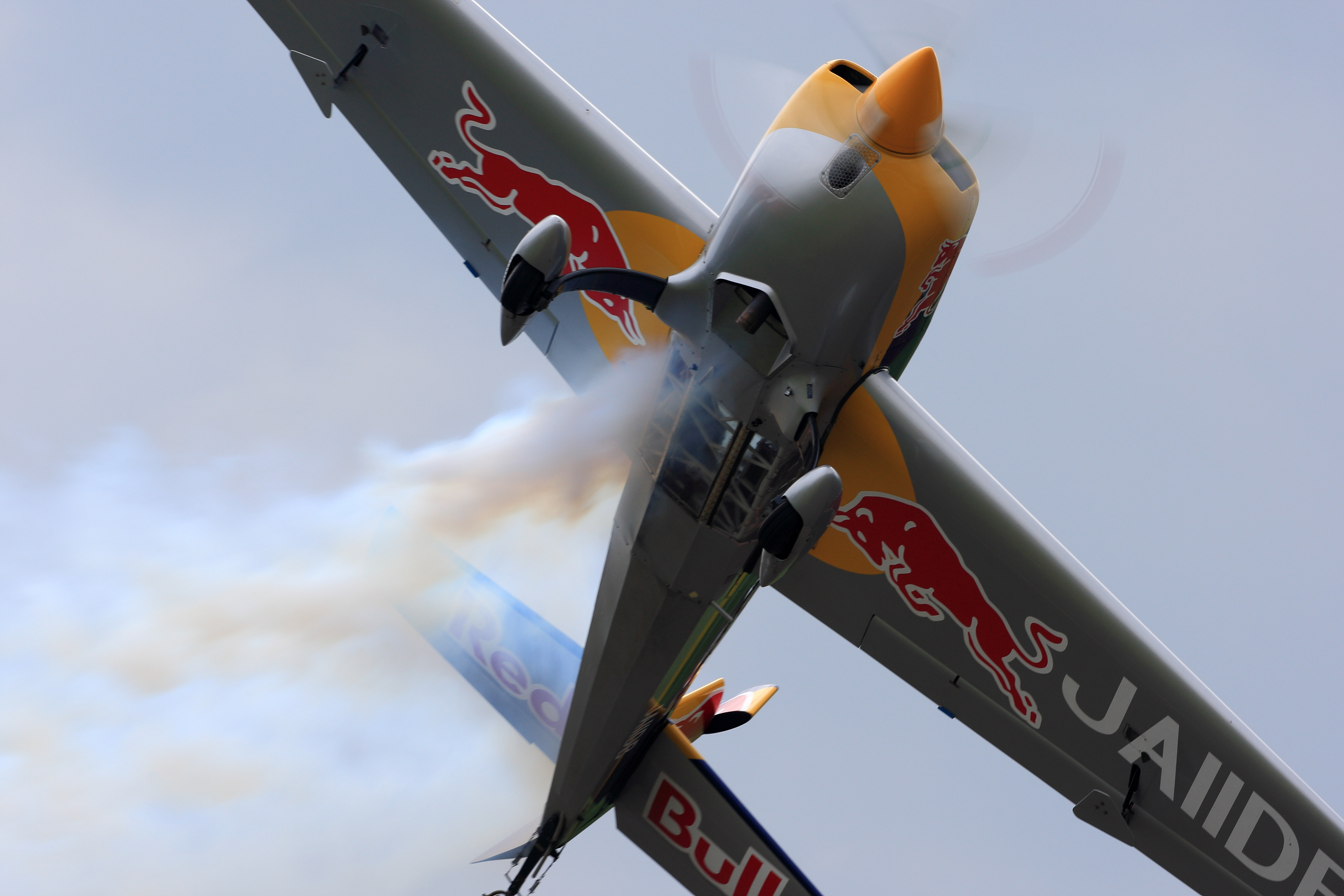
استعراض جوي by إكسترا إي إيه-300
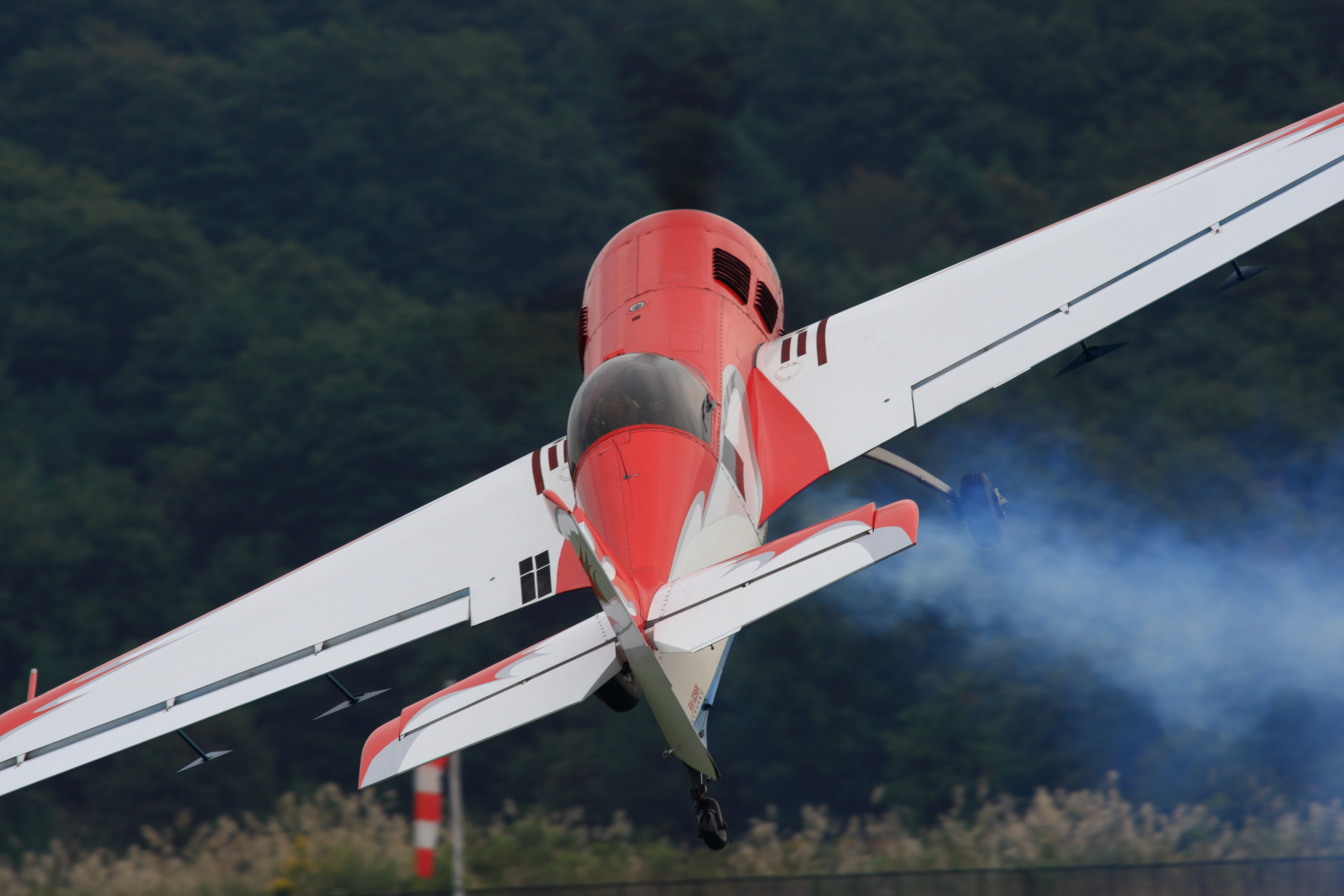
سوخوي سو-26
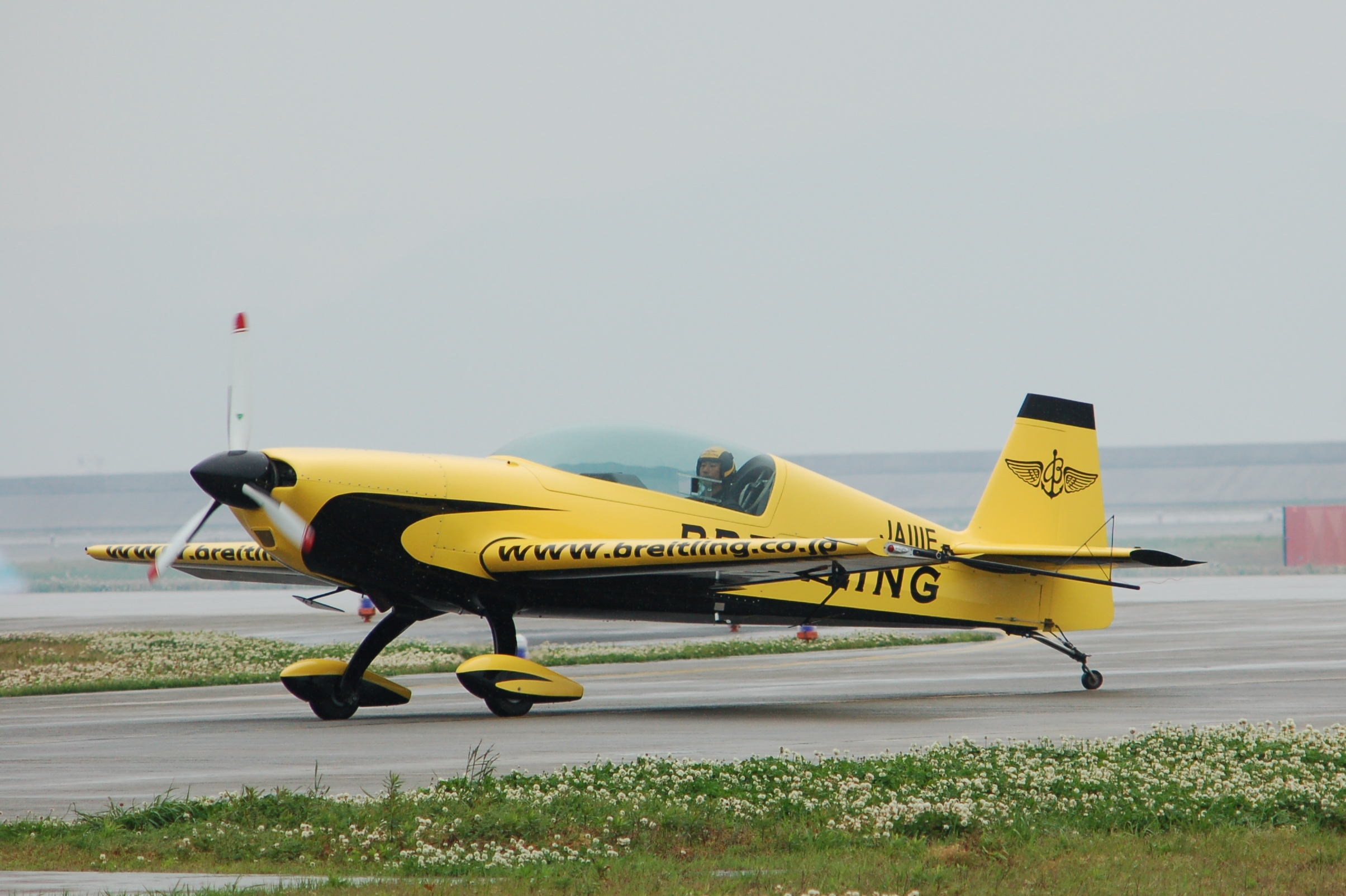
إكسترا إي إيه-300
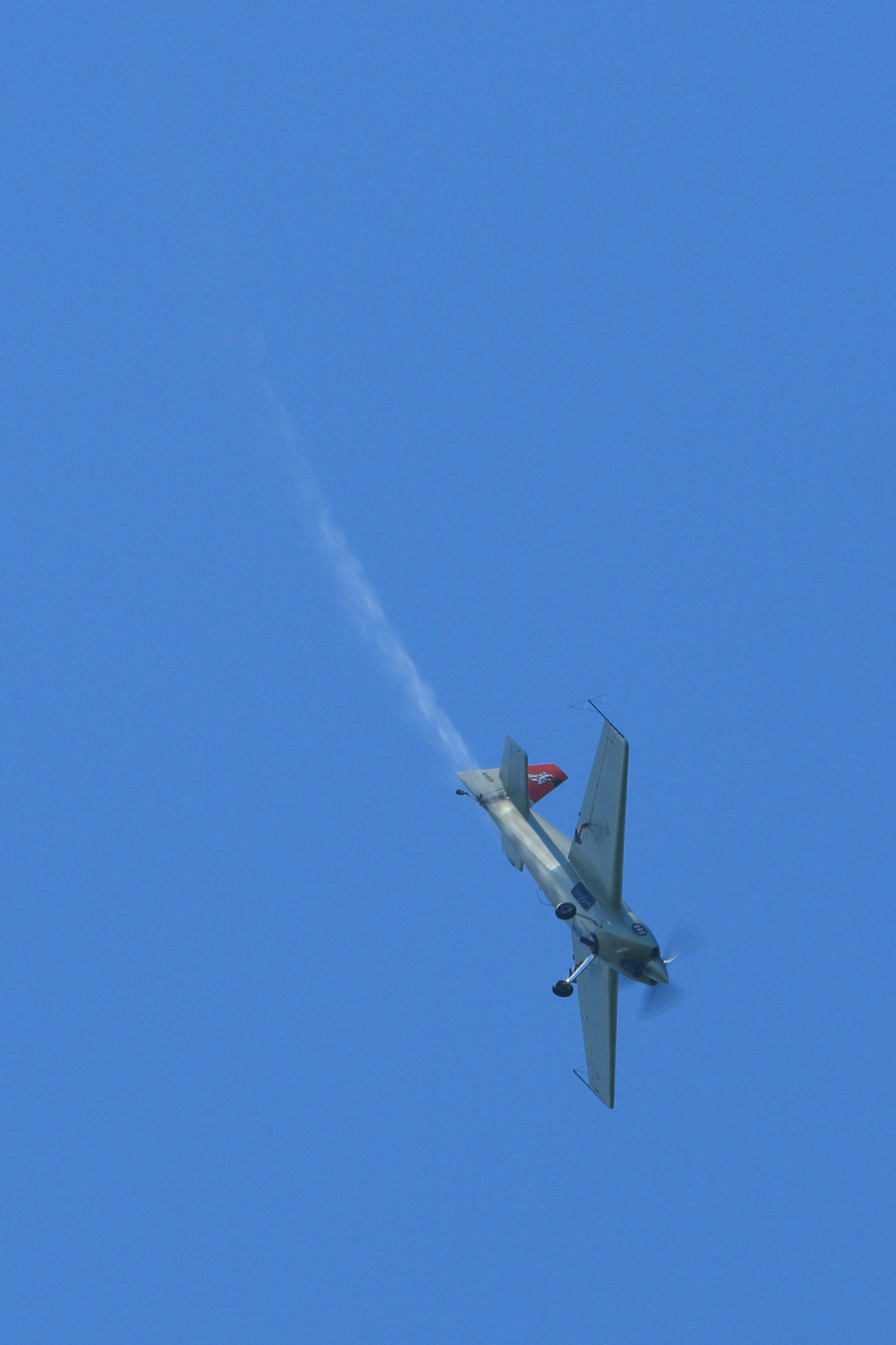
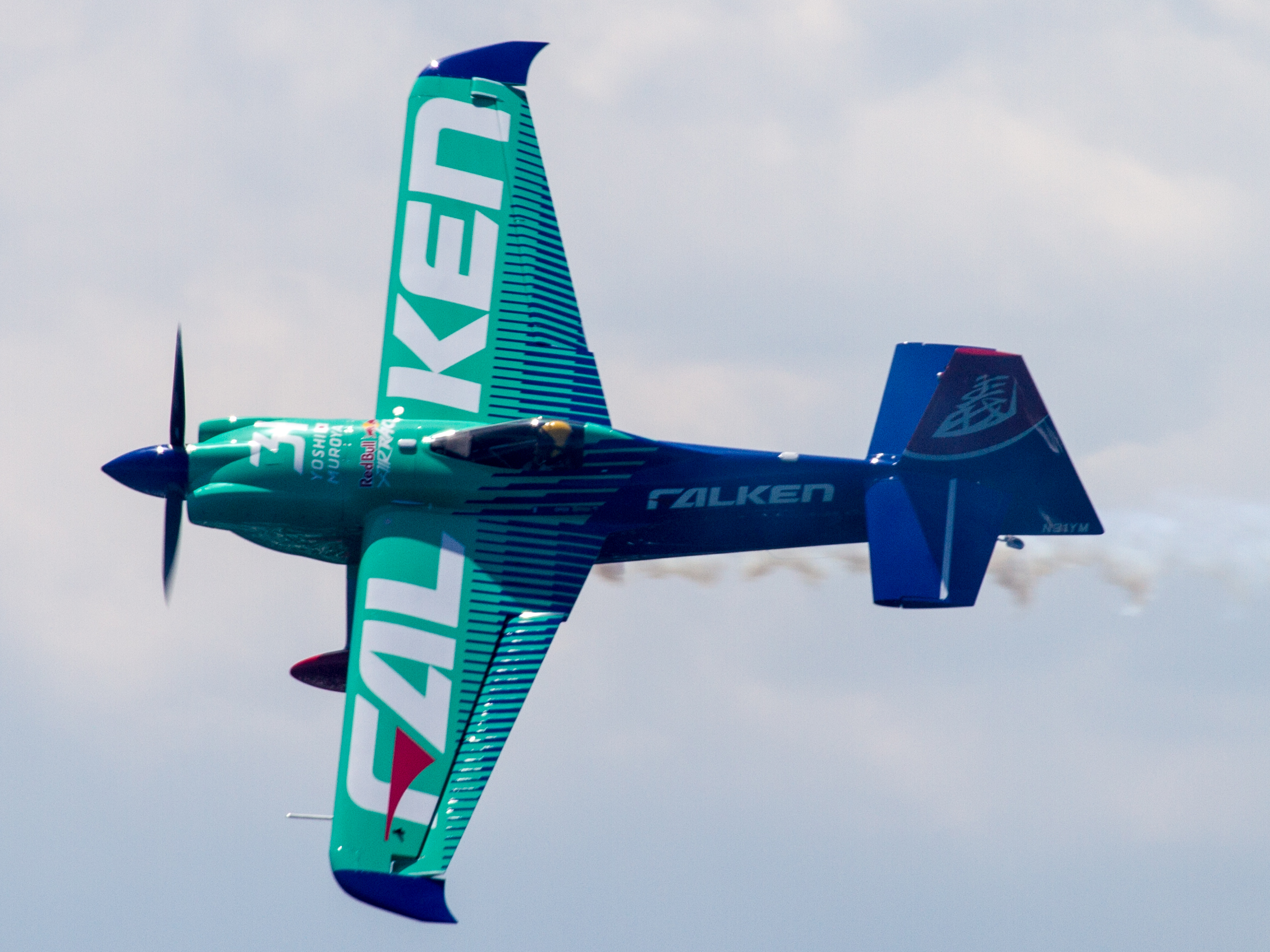

## وصلات خارجية
- الموقع الرسمي
 (باليابانية) (بالإنجليزية)
- Red Bull Air Race World Championship - Yoshihide Muroya